# Klaus Pringsheim junior
Klaus Hubert Pringsheim jun. (* 23. Mai 1923 in Berlin; † 6. Februar 2001 in Ancaster, Ontario, Kanada) war ein deutsch-amerikanischer, auf  Ostasien spezialisierter Historiker und Politikwissenschaftler in den USA und Kanada.

## Familie
Klaus Pringsheim entstammte der deutsch-jüdischen Kaufmannsfamilie Pringsheim aus Schlesien. Er galt offiziell als Sohn des gleichnamigen Dirigenten und Komponisten Klaus Pringsheim senior (1883–1972), Zwillingsbruder von Katia Mann, und seiner Ehefrau Klara Koszler, genannt Lala. Tatsächlich war laut seiner Autobiographie der Opernsänger Hans Winckelmann sein Vater. Erst aus seiner Autobiografie wurde bekannt, dass sein offizieller Vater homosexuell war. Viele Jahre vor seiner Übersiedelung nach Japan lebte dieser zudem schon von seiner Frau Lala getrennt und konnte damit nicht der leibliche Vater von Klaus Pringsheim sein, was dieser erst im Erwachsenenalter erfuhr, während es bei den anderen Familienmitgliedern ein offenes Geheimnis war. Lotte von Mendelssohn-Bartholdy war eine seiner Patentanten.

## Leben
Pringsheim besuchte früh das Landschulheim Herrlingen bei Ulm. Nach der Machtübergabe an die Nationalsozialisten im Jahr 1933 wechselte er mit einem Teil der Herrlinger Lehrkräfte und Schüler an die in England neu gegründete Bunce Court School, deren Schüler er in der Folge einige Jahre blieb. Als Pringsheim Ende der Dreißigerjahre zur Emigration gezwungen war, folgte er 1939 als 15-Jähriger Klaus Pringsheim sen. nach Japan, der dort bereits als Generalmusikdirektor in Tokio arbeitete. Anfang 1945 wurde er zusammen mit Klaus Pringsheim senior und Hans Erik Pringsheim von den Japanern verhaftet. Treibende Kraft war der an der deutschen Botschaft in Tokio tätige Polizeiattaché Josef Meisinger. Dieser hatte die Familie Pringsheim den Japanern als „anti-nationalsozialistisch“ und infolgedessen „japanfeindlich“ gemeldet und so ihre Internierung bewirkt. Anschließend lernte er Japanisch und arbeitete ab 1945 als Dolmetscher.
1946 ging er nach Kalifornien und lebte einige Zeit im Haus seines Onkels Thomas Mann und seiner Tante Katia. Über diese Zeit berichtete er in Heinrich Breloers Doku-Drama Die Manns – Ein Jahrhundertroman. Nach dem Rückzug von Thomas und Katia Mann in die Schweiz 1952 organisierte Pringsheim den Verkauf von etwa 3500 zurückgelassenen Bänden der Bibliothek Thomas Manns. Auch ein Großteil von Thomas Manns Plattensammlung ging an Pringsheim.
Nach Gelegenheitsjobs als Taxifahrer und Staubsaugervertreter sowie beim Militär als Japanisch-Lehrer studierte er japanische und chinesische Geschichte sowie Politik an den Universitäten von Los Angeles, New York und zuletzt Hongkong, wo er auch seine Dissertation schrieb.
In Hongkong heiratete er die Chinesin Hsiu Ping, mit ihr hatte er drei Töchter. Mit seiner Frau kehrte er in die USA zurück und erhielt 1952 die Staatsbürgerschaft der Vereinigten Staaten.
Dort erhielt er einen Lehrauftrag an der Universität von Kansas, folgte aber bald einem Ruf an die University of California, Berkeley als Dozent für japanische und chinesische Politik. Schließlich wurde er 1966 bis 1988 ordentlicher Professor an der McMaster University in Hamilton in Ontario.
Neben seinen Vorlesungen und Forschungsarbeiten in Japan schrieb Pringsheim mehrere Bücher und Aufsätze. Seit seiner Emeritierung im Jahr 1988 war er Präsident des Kanadisch-Japanischen Wirtschaftsförderungsbüros.

## Schriften
- Wer zum Teufel sind Sie? Lebenserinnerungen, geschrieben mit Victor Boesen, aus dem Amerikanischen von Tilman Lang. Verlag Weidle, Bonn 1995, ISBN 3-931135-14-4. Aufbau Taschenbuch Verlag, 2. Auflage, 2001, ISBN 3-7466-1799-5.